# Буттеркезе
Бу́ттеркезе (нем. Butterkäse — «масляный сыр») — сорт немецкого полумягкого сыра. Буттеркезе производится в основном в Германии из коровьего молока, но небольшую долю рынка этого сыра составляет и буттеркезе, который делают в Висконсине. Впервые буттеркезе был изготовлен в 1928 году в Германии. В 2012 году в Германии было произведено 31 500 тонн буттеркезе. Как можно легко заметить по названию сыра, буттеркезе имеет привкус сливочного масла и выглядит похоже. По мягкости сыр напоминает мюнстер и гауду. Сыр может быть различных цветов, от полностью белого до кремового и светло-жёлтого. В кулинарии его чаще всего используют в тёртом виде.